# عقد 860 هـ
عقد 860 هـ هو الفترة بين عام 860 إلى 869 في التقويم الهجري، أي العشر سنوات السابع من القرن التاسع الهجري.